# Jaroslav Zapletal
Jaroslav Zapletal (11. května 1911 Jevíčko – 1. ledna 1945 Hoy) byl český inženýr a palubní mechanik 311. československé bombardovací perutě.

## Život

### Před druhou světovou válkou
Jaroslav Zapletal se narodil 11. května 1911 v Jevíčku jako nejstarší ze čtyř synů československého legionáře, středoškolského profesora Jaroslava Zapletala. V rodném městě získal základní vzdělání, poté začal studovat na reálném gymnáziu v Telči, kde jeho otec vyučoval český a německý jazyk. Po šesti letech studií přestoupil v roce 19278 na státní reálku do Kroměříže, kde byl jeho otec jmenován ředitelem a kde i odmaturoval. Vystudoval stavební inženýrství a stal se i inženýrem stavby letadel. Ještě během studií vyprojektoval věž pro výcvik výsadkářů na Brněnském výstavišti. Věnoval se bezmotorovému létání a v roce 1935 získal evropský rekord v délce plachtění trvajícím šestnáct hodin. Začal pracovat v brněnské Zbrojovce, kterou byl v roce 1938 vyslán do Teheránu účastnit se na budování tamního zbrojního závodu.

### Druhá světová válka
Jaroslav Zapletal se do Československé armády v zahraničí přihlásil 2. prosince 1940 v Teheránu, následně byl přesunut do Palestiny a 14. února 1941 zařazen do československého vojska na Středním východě. Po patřičném výcviku byl 15. dubna 1941 začleněn do Československého pěšího praporu 11 – Východního a jako jeho příslušník se zúčastnil mj. bojů u Tobruku. Po reorganizaci praporu na 200. československého lehkého protiletadlového pluku - východního sloužil i v něm. Během této služby absolvoval mezi květnem a říjnem 1942 školu pro důstojníky v záloze v Alexandrii. Dva dny po jejím zdárném ukončení byl 21. října 1942 přeložen k letectvu a odeslán do Spojeného království, kam dorazil 2. ledna 1943. Ke stejnému dni byl přijat do Royal Air Force a nastoupil k výcviku na palubního mechanika. Po jeho ukončení byl 8. února 1944 zařazen k 311. československé bombardovací peruti, v rámci které se účastnil protiponorkových hlídkových letů nad oceánem. V září 1944 se oženil. Dne 1. ledna 1945 ve večerních hodinách odstartoval ve stroji Consolidated B-24 Liberator GR Mk.V FL949 PP-Y pod velením Oldřicha Bureše z letiště ve skotském Tainu k dalšímu hlídkovému letu nad Severní moře. 38 minut po startu letoun během pokusu o nouzové přistání narazil do skály ostrova Hoy na Orknejích. Všichni členové posádky zahynuli. Jaroslav Zapletal byl 8. ledna na přání jeho anglické manželky pohřben na hřbitově St Peter Berrynarbor v Ilfracombe v Severním Devonu. Dosáhl hodnosti četaře aspiranta.

## Ocenění

### Vyznamenání
- Pamětní medaile československé armády v zahraničí

### Posmrtná ocenění
- Jaroslav Zapletal byl v roce 1991 in memoriam povýšen do hodnosti podplukovníka